# Perseverance (xe tự hành)
Perseverance, có biệt danh là Percy, là một xe tự hành Sao Hỏa có kích thước bằng một chiếc ô tô được thiết kế để khám phá miệng núi lửa Jezero trên Sao Hỏa trong khuôn khổ Sứ mệnh Mars 2020 của NASA. Chiếc xe tự hành này được sản xuất bởi Phòng Thí nghiệm Sức đẩy Phản lực và được phóng vào ngày 30 tháng 7 năm 2020, lúc 11:50 UTC. Người ta xác nhận rằng con tàu đem theo chiếc xe đã hạ cánh trên Sao Hỏa vào ngày 18 tháng 2 năm 2021 lúc 20:55 UTC.
Nó được thiết kế giống như chiếc sản xuất cùng loại trước đó là Curiosity. Kể từ ngày 19 tháng 2 năm 2021, Perseverance đã ở trên sao Hỏa được 5 sol. Perseverance mang theo các dụng cụ khoa học, 19 máy ảnh và 2 micrô. Xe tự hành này mang theo máy bay trực thăng mini Ingenuity, một chiếc máy bay thử nghiệm sẽ thực hiện chuyến bay chạy bằng năng lượng đầu tiên trên một hành tinh khác.
Mục tiêu của chuyến thám hiểm này bao gồm việc tìm kiếm các môi trường trên sao Hỏa trong quá khứ có khả năng hỗ trợ sự sống, tìm kiếm sự sống vi sinh vật có thể có trong các môi trường đó, thu thập các mẫu đất đá trên bề mặt sao Hỏa và thử nghiệm khả năng sản xuất oxy từ khí quyển sao Hỏa để chuẩn bị cho các nhiệm vụ có người lái trong tương lai.